# Shag (Tanz)
Der Shag ist ein Swing-Tanz aus den 1930er und 1940er Jahren, basierend auf frühen Formen des Foxtrott. Heutzutage wird der Shag wieder von Swing-Tanz-Anhängern studiert und getanzt, oft in Kombination mit anderen Swing-Tänzen wie dem Lindy Hop und Balboa. Während in Deutschland mit Shag fast immer der Collegiate Shag gemeint ist, muss man im englischen Sprachraum unterscheiden zwischen Collegiate Shag, Carolina Shag sowie St. Louis Shag. Diese variieren erheblich und haben fast nur den Namen (vermutlich aus demselben Slang-Ausdruck entstanden), die Zählzeit und die Musik (Swing) gemeinsam.
Charakteristisch für Shag (genauer gesagt Double-Time Collegiate Shag) ist der Rhythmus slow - slow - quick - quick (auf 6 Taktschläge), wobei oftmals in sehr enger Paartanzhaltung getanzt wird. Der Grundschritt beginnt für den Leader mit einem Schritt und einem Sprung auf dem linken Bein (Zählzeiten 1 und 2), dann folgt ein Schritt und einem Sprung auf dem rechten Bein (Zählzeiten 3 und 4), schließlich folgen zwei Schritte mit dem linken und rechten Bein (Zählzeiten 5 und 6). Der Follower tanzt die Schritte beginnend mit dem rechten Fuß.
Dabei bleibt der Oberkörper weitgehend ruhig, die Führungshand wird meist nach oben gestreckt (nicht wie im "klassischen" Gesellschaftstanz zur Seite), während die Beine schnelle und zum Teil auch ausladende Bewegungen durchführen. Slow bezieht sich dabei auf den Gewichtswechsel in 2 Taktschlägen, typischerweise werden mit den Beinen trotzdem zwei Bewegungen ausgeführt, beispielsweise Step - Hop (einmal mit Gewichtswechsel, einmal ohne auf demselben Bein). Gerade bei schnellem Tempo müssen die Bewegungen dabei aber durchaus klein werden. Eine der auffallendsten Figuren aus dem Shag sind die Sailor Steps bei denen die Beine auffällig große seitliche Bewegungen („Schritte“) durchführen, das Tanzpaar aber stationär und teilweise sogar in geschlossener Tanzhaltung bleibt.
Collegiate Shag wird zu schneller Musik ab etwa 175–180 Schlägen pro Minute (BPM) und weit darüber hinaus getanzt. Dazu eignet sich besonders Dixieland Musik und Gypsy-Jazz. Neben Aufnahmen von Bands der Swing-Ära werden im Zuge des aktuellen Swing Revivals auch neue Stücke von modernen Swing-Bands geschrieben und aufgeführt. Besonders nennenswert sind die US-amerikanischen California Feetwarmers und die Berliner Dizzy Birds.
Der Swingtänzer und Tanztrainer Ryan Martin veröffentlichte 2014 den Film "The Rebirth of Shag", in dem er mit Hilfe von Tänzern der ersten Generation und zeitgenössischen Tänzern der Geschichte und Faszination des Tanzes auf den Grund geht. Mittlerweile gibt es in vielen Städten die Möglichkeit Collegiate Shag zu lernen oder an Tanzabenden zu üben. Darüber hinaus finden zahlreiche Collegiate Shag Festivals statt, bei denen intensiver Unterricht und Tanzparties mit Livemusik angeboten werden. Wichtige Zentren des modernen Collegiate Shag Tanzes sind Barcelona, Warschau, Vilnius und Los Angeles.